# Liste der Straßennamen von Frankfurt am Main/P

## Pa
Palleskestraße, Höchst
Viktor Palleske (1860–1935) war von 1899 bis 1911 Bürgermeister der Stadt Höchst.
Palmengartenstraße, Westend
Der von Garteninspektor Heinrich Siesmayer gestaltete Palmengarten wurde 1870 eröffnet. Dazu wurde ein Verein gegründet, um die vom ehemaligen Herzog Adolf von Nassau (dem späteren Großherzog von Luxemburg) zum Verkauf angebotenen tropischen Baum- und Pflanzenbestände der Orangerie seiner ehemaligen Residenz von Schloss Biebrich für diesen neuen Bürgerpark zu kaufen.
Palmstraße, Nordend
Johann Philipp Palm (1766–1806), Buchhändler in Nürnberg. Er veröffentlichte im Verlag seiner Buchhandlung das gegen Napoleon gerichtete Pamphlet „Deutschland in seiner tiefen Erniedrigung“, wofür man ihn zum Tode verurteilte und in Braunau am Inn exekutierte.
Paquetstraße, Ginnheim
Der Dichter und Reiseschriftsteller Alfons Paquet (1881–1944), geboren in Wiesbaden, lebte ab 1906 in Frankfurt.
Paradiesgasse, Sachsenhausen
Siegfried zum Paradies († 1386), begüterter Patrizier und Freund von Kaiser Karl IV. Zu seinem Besitz gehörte der Paradieshof in Sachsenhausen und das Haus zum Paradies am Liebfrauenberg. Durch seine Verbindungen und Zuwendungen erreichte Frankfurt 1372 die Reichsfreiheit und kam in den Besitz des heutigen Stadtwaldes.
Pariser Straße, Gallus
Paris, Hauptstadt Frankreichs
Parlamentsplatz und Parlamentsstraße, Ostend
So genannt zur Erinnerung an die Frankfurter Nationalversammlung 1848 in der Paulskirche. Viele der umliegenden Straßen sind nach Abgeordneten zu dieser legendären Versammlung benannt. Die von ihnen ausgearbeitete Verfassung scheiterte an der Weigerung des preußischen Königs Friedrich Wilhelm IV., die ihm angetragene Kaiserwürde anzunehmen. Wesentliche Teile des Verfassungswerkes wurden jedoch im 20. Jahrhundert zum Vorbild für die Weimarer Reichsverfassung von 1919 und das Grundgesetz für die Bundesrepublik Deutschland von 1949.
Parrotweg, Bockenheim
Eduard Parrot († 1917), Bockenheimer Apotheker, hinterließ 100.000 Mark für Wohlfahrtseinrichtungen.
Parsevalstraße, Bockenheim
August von Parseval (1861–1942), deutscher Konstrukteur von nach ihm benannten Prallluftschiffen, die in Konkurrenz zu den Zeppelinen standen.
Passavantstraße, Sachsenhausen
Dr. Johann David Passavant (1787–1861), Maler und Kunstschriftsteller. Übernahm 1840 die Leitung des Städelmuseums, dem er zu internationaler Reputation verhalf. Die Familie Passavant war seit 1682 in Frankfurt ansässig.
Paul-Apel-Straße, Kalbach-Riedberg
Paul Apel (1896–1965), gebürtig in Nordhausen/Thüringen, SPD-Widerstandskämpfer, 1937 zu acht Jahren Haft verurteilt und 1944 ins KZ Dachau verbracht, das er knapp überlebte. Nach dem Krieg beim Wiederaufbau der SPD in Frankfurt maßgeblich beteiligt.
Paul-Arnsberg-Platz, Ostend
Dr. Paul Arnsberg (1899–1978), Schriftsteller, Historiker und Journalist jüdischen Glaubens, geboren und gestorben in Frankfurt, veröffentlichte u. a. die Bücher „Die jüdischen Gemeinden in Hessen“ und „Die Geschichte der Frankfurter Juden seit der Französischen Revolution“.
Paul-Bode-Straße, Eschersheim
Paul Bode war von 1901 bis 1917 Direktor der früheren Klinger-Oberrealschule.
Paul-Ehrlich-Straße, Sachsenhausen (1938–1945 Ludwig-Rehn-Straße)
Geheimrat Prof. Dr. Paul Ehrlich (1854–1915), deutscher Chemiker, Mediziner, Serologe und Immunitätsforscher. Er gilt mit seinen Forschungen als Vater der modernen Chemotherapie. 1908 Nobelpreis für Medizin. Entwickelte u. a. das Arsphenamin gegen die bis dahin unheilbare Syphilis. 1914 wurde Ehrlich Ordinarius an der neuen Frankfurter Universität.
- Ludwig Rehn (1849–1930), Chirurg

Paul-Gerhardt-Ring, Niederrad
Paul Gerhardt (1607–1676) ist einer der bedeutendsten Dichter von noch heute viel gesungenen Kirchen- und Volksliedern im deutschen Sprachraum. z. B. Nun ruhen alle Wälder und O Haupt voll Blut und Wunden.
Paul-Heyse-Straße, Ginnheim (1936–1945 Chamissostraße)
Paul Heyse (1830–1914), Schriftsteller, wurde 1910 mit dem Nobelpreis für Literatur ausgezeichnet.
- Adelbert von Chamisso (1781–1838), Dichter und Naturforscher.
- Später wurde in Ginnheim eine andere Straße in Chamissostraße umbenannt.

Paul-Hindemith-Anlage, Nordend
Paul Hindemith (1895–1963), in Hanau geborener Bratschist und bedeutender Komponist der Moderne (Neue Musik). Im Dritten Reich als entartet verfemt, ging daher ins Exil in die USA, wo er eine Professur annahm. Sein bekanntestes Werk ist „Mathis der Maler“.
Paulistraße, Höchst
Dr. Philipp Victor Pauli (1836–1920), gebürtig in Oggersheim, ab 1881 Chemiker bei den Farbwerken Hoechst, von 1883 bis 1899 dort Vorstandsmitglied. Studium in Gießen und Heidelberg.
Paul-Kirchhof-Platz, Sindlingen
Paul Kirchhof (1902–1953), zunächst Busfahrer, später Direktor der Frankfurter Straßenbahn und Vorsitzender der SPD-Stadtverordneten-Fraktion, während des Dritten Reiches als Widerstandskämpfer im Zuchthaus und im Strafbataillon 999.
Paul-Kornfeld-Weg, Niederursel
Paul Kornfeld (1889–1942), jüdischer Schriftsteller und Dramaturg, geboren in Prag, von 1914 bis 1925 in Frankfurt tätig, danach Dramaturg unter Max Reinhardt, wurde 1941 von der Gestapo verhaftet und im Ghetto Litzmannstadt (Łódź) ermordet.
Paul-Schwerin-Straße, Höchst
Dr. med. Paul Schwerin (1863–1925), ab 1892 Fabrikarzt der Farbwerke Hoechst und gleichzeitig Leiter des Höchster Städtischen Krankenhauses.
Paulsplatz, Altstadt (1939–1952 Wiener Platz)
nach der Paulskirche, in der 1848 die Frankfurter Nationalversammlung tagte.
Paul-Tillich-Straße, Niederrad
Paul Tillich (1886–1965), Professor der evangelischen Theologie und Philosoph, emigrierte 1933 in die USA.
Paul-Wempe-Allee, Höchst
Paul Wempe, um 1925 Stadtbaurat in der damals noch selbständigen Stadt Höchst.

## Pe
Pestalozziplatz und Pestalozzistraße, Bornheim
Johann Heinrich Pestalozzi (1746–1827), Schweizer Pädagoge und Sozialreformer. Pestalozzi ist allgemein bekannt als Erzieher und Schulreformer, war aber auch Philosoph und Politiker.
Peter-Behrens-Straße, Ostend
Peter Behrens (1868–1940), deutscher Architekt vor und nach dem Ersten Weltkrieg, Begründer der 'modernen' sachlichen Industriearchitektur und des modernen Industrie-Designs. Er ist insbesondere bekannt als Mitbegründer des Deutschen Werkbundes und gilt als Erfinder des Corporate Design. Schuf u. a. das Verwaltungsgebäude der Farbwerke Hoechst, war aber ursprünglich auch Maler in der Darmstädter Künstlerkolonie auf der Mathildenhöhe. Im Osthafen hat er 1910 das Gaswerk Ost geplant; die Peter-Behrens-Straße verläuft dahinter.
Peter-Bied-Straße, Höchst/Unterliederbach
Peter A. Bied, von 1880 bis 1887 der letzte ehrenamtliche Bürgermeister der seinerzeit noch selbständigen Stadt Höchst, bis 1928 Gartenstraße.
Peter-Böhler-Straße, Ginnheim
Peter Böhler (1712–1775), gebürtig in Frankfurt, war Missionar und Bischof der Herrnhuter Brüdergemeine in Georgia/USA. Er hatte eine große Bedeutung für John Wesley, einen Begründer der methodistischen Bewegung, der in ihm einen starken christlichen Glauben erkannte. Starb in London
Peter-Fischer-Allee, Höchst
Peter Fischer (1896–1972), Höchster und Frankfurter Stadtverordneter
Peter-Henlein-Straße, Eckenheim
Peter Henlein (ca. 1479–1542), deutscher Schlossermeister und vermutlich Erfinder der am Körper tragbaren Uhr in Deutschland.
Petersstraße, Innenstadt
benannt nach der Peterskirche und dem bis 1828 benutzten Petersfriedhof.
Peter-Zenger-Straße, Hausen
John Peter Zenger (1697–1746), ein aus der Pfalz stammender Publizist und Verleger in New York, dessen Freispruch vom Vorwurf der Verleumdung im Jahre 1735 wesentlich zur Begründung der Pressefreiheit in den USA beitrug, welche 1776 in der Unabhängigkeitserklärung als Menschenrecht konstituiert wurde.
Petterweilstraße, Bornheim
Baldemar von Petterweil († 1382), Kanonikus am Bartholomäusstift und Verfasser der ältesten Ortsbeschreibung Frankfurts. von Petterweil ist kein Adelstitel, sondern der damals übliche Hinweis auf die Herkunft von einem Ort, hier Petterweil, einem Stadtteil von Karben im Wetteraukreis.
Pfaffenwiese, Zeilsheim
Der Kirche gehörende, meistens verpachtete Grundstücke, deren Ertrag den Geistlichen als Unterhalt diente.
Pfälzer Straße, Unterliederbach
Unter Pfalz, abgeleitet vom lat. Palatium=Palast, ist hier das linksrheinische Herrschaftsgebiet der Pfalzgrafen bei Rhein gemeint, die seit 1198 die Kurfürstenwürde innehatten, also den deutschen Kaiser wählen durften. Residenz der so genannten Kurpfalz war lange Zeit Heidelberg, dann Mannheim. 1803 wurde die Kurpfalz zerschlagen. 1815 kamen die linksrheinischen Gebiete zum Königreich Bayern, 1946 zum Bundesland Rheinland-Pfalz.
Pfannmüllerstraße, Hausen
Dr. Ferdinand Pfannmüller (1871–1953), Sanitätsrat, Theaterarzt am Schauspielhaus, aber eben von 1902 bis 1952 hatte er seine Praxis in Hausen.
Pfarrer-Perabo-Platz, Gallus
Albert Perabo (1885–1957), Pfarrer der katholischen St. Gallus-Gemeinde von 1927 bis 1957.
Pfeiferstraße, Ginnheim
nach einer alteingesessenen Ginnheimer Familie
Pferdskopfweg, Zeilsheim
Pferdskopf (Taunus), 663 m hoher Berg bei Schmitten (Hochtaunus)
Pfingstbrunnenstraße, Bockenheim
Die ehemalige Quelle ist seit langer Zeit versiegt. Früher wurde hier an Pfingsten ein Volksfest gefeiert.
Pfingstweidstraße, Ostend
Auf die Pfingstweide, ungefähr gleich mit dem Gebiet des heutigen Zoos, wurde um Pfingsten das Vieh getrieben. Dieser quasi Almauftrieb wurde mit einem Volksfest gefeiert.
Pflugspfad, Zeilsheim
Angeblich ein Weg, der nicht breiter war als die Räder eines Pfluges auseinander lagen.
Pflugstraße, Ginnheim
nach einer alteingesessenen Ginnheimer Familie. Viele Häuser in Ginnheim, die auf deren ehemaligen Gütern gebaut wurden, tragen noch sichtbar deren Familienwappen.
Pfortengartenweg, Zeilsheim
Früher ein schmaler Weg durch Äcker und Gärten zum Pfortenhaus, das den Dorfzaun zusätzlich sichern sollte.
Pforzheimer Straße, Gutleutviertel
Pforzheim, Stadt am Rande des Schwarzwaldes, in Baden-Württemberg
Pfungststraße, Ostend (1935–1954 Name aufgehoben)
Dr. Arthur Pfungst (1864–1912), Eigentümer der Schleifmittelfabrik Naxos-Union, verstarb ohne Erben. 1918 wurde das Vermögen in eine Stiftung für die Volksbildung eingebracht. In den letzten Jahren hat die vom Unternehmen aufgegebene „Naxos-Halle“ für unrühmliche Schlagzeilen gesorgt, denn sie stand lange Zeit leer, die Stadt Frankfurt musste trotzdem aufgrund eines Vertrages hohe Pacht dafür bezahlen. Das Theater Willy Praml und das Kabarett Die KäS haben jetzt hier ihre Spielstätte. Die Naxoshalle ist Teil der Route der Industriekultur Rhein-Main.

## Ph
Philipp-Fleck-Straße, Bockenheim
Philipp Heinrich Fleck (1740–1816), Frankfurter Tuchhändler, hinterließ sein großes Vermögen als Stiftung für Arme.
Philipp-Holzmann-Weg, Ostend (bis 2015 Philipp-Holzmann-Straße)
Philipp Holzmann (1836–1904), übernahm 1865 eine von seinem Vater 1849 begründete Baufirma, die 1873 als KG Philipp-Holzmann & Cie., später gewandelt in Philipp Holzmann AG, Weltgeltung erlangen sollte und sehr bekannte Bauwerke fertigte, so die Frankfurter Alte Oper, den Frankfurter Hauptbahnhof oder die Bagdadbahn. 2002 wurde der Konzern insolvent und befindet sich in Liquidation.
Philipp-Puth-Straße, Bergen-Enkheim
Philipp Puth (1875–1948), SPD-Politiker, Bürgermeister der Gemeinde ab 1931, doch bereits 1933 von den Nazis aus dem Amt entfernt.
Philipp-Reis-Straße, Bockenheim
Philipp Reis (1834–1874), gebürtig in Gelnhausen, war Physiker und Erfinder des Telefons, das er erstmals 1861 im Physikalischen Verein in Frankfurt der Öffentlichkeit vorstellte.
Philipp-Schnell-Straße, Harheim
Philipp Schnell (1875–1938), gebürtig aus Oppenheim, Pfarrer der katholischen Gemeinde St. Jakobus in Harheim von 1912 bis 1937, ab 1926 Dekan. Baute 1932/33 die Kirche, in der er auch beigesetzt wurde.
Philippine-Schulz-Weg, Oberrad
Philippine Schulz (1920–2003), Heimatmalerin.
Philippsruher Straße, Ostend
Nach dem Barockschloss Philippsruhe, im Hanauer Stadtteil Kesselstadt, direkt am Main gelegen.
Pirmasenser Straße, Schwanheim
Pirmasens, kreisfreie Stadt in Rheinland-Pfalz, ehedem die deutsche Schuh-Metropole
Pissarroweg, Kalbach
Camille Pissarro (1830–1903), einer der bedeutendsten und produktivsten Maler des Impressionismus und des Neoimpressionismus.
Platenstraße, div. Stadtteile
August Graf von Platen (1796–1835), deutscher Dichter. Nur wenige seiner Werke sind heute der Öffentlichkeit bekannt. Am bekanntesten noch ist „Das Grab im Busento“.
Platz der Republik, Gallus/Bahnhofsviertel/Westend (1933–1945 Hohenzollernplatz)
Zuvor zu Ehren des preußischen Herrscherhauses Hohenzollernplatz genannt, wurde er 1923 der neuen Staatsform (Weimarer Republik) gewidmet, 1933 rückbenannt in Hohenzollernplatz. 1945 erneut Platz der Republik.
Plessengasse, Fechenheim
alteingesessene Fechenheimer Familie
Plieningerstraße, Westend
Theodor Plieninger (1856–1930) war von 1910 bis 1925 Generaldirektor der Chemischen Fabrik Griesheim-Elektron. - Benachbart sind weitere Straßen nach bedeutenden Chemikern benannt, insbesondere Führungskräften der I.G. Farben bzw. ihrer Vorgängergesellschaften; diese Wohnstraßen entstanden alle 1928 parallel zum Bau des I. G.-Farben-Hauses. Vorher befand sich auf diesem Gelände die Hundswiese. Die Grünfläche diente u. a. als Fußballfeld für die Vorgängervereine der Eintracht.

## Po
Polizeimeister-Kaspar-Straße, Nordend
Schutzpolizist Otto Kaspar hatte im Dritten Reich der jüdischen Familie Senger aus der Kaiserhofstraße 12 durch Fälschungen im Einwohnermelderegister das Überleben in Frankfurt während der Zeit des Nationalsozialismus ermöglicht. Die Straße liegt am Nordausgang des neuen Polizeipräsidiums, siehe Valentin-Senger-Straße.
Pommernstraße, Nieder-Erlenbach
Pommern, ehemals preußische Provinz. Der westliche Teil (Vorpommern) ist heute Teil des Bundeslandes Mecklenburg-Vorpommern; der östliche Teil (Hinterpommern) entspricht weitgehend der Woiwodschaft Westpommern in Polen.
Porthstraße, Eckenheim
nach einer alteingesessenen Eckenheimer Familie
Porzellanhofstraße, Innenstadt
Der Porzellanhof hatte ein burgähnliches Aussehen und war im Besitz des Hospitals zum hl. Geist. 1668 errichtete der damalige Pächter dort einen Porzellan- und Fayence-Ofen. Die Produktion wurde 1786 aufgegeben. 1879 wurde der Hof abgebrochen.
Prächterstraße, Ginnheim
nach einer alteingesessenen Ginnheimer Familie
Prager Straße, Nieder-Eschbach
Prag, tschechisch Praha, Hauptstadt Tschechiens. Die 1348 gegründete Karls-Universität war die erste Universität in Mitteleuropa überhaupt. Nach dem Zweiten Weltkrieg, den Prag baulich fast unversehrt überstanden hatte, wurden die verbliebenen Deutschen ausgewiesen.
Prießnitzstraße, Rödelheim
Vincenz Prießnitz (1799–1851), Landwirt und autodidaktischer Hydrotherapeut aus Gräfenberg bei Freiwaldau, heute Tschechien. Er gilt (nach den „Wasserhähnen“ Siegmund Hahn und Johann Siegmund Hahn) als Erneuerer der Kaltwasserkur in Deutschland.
Prieststraße, Dornbusch
Michael von Priest wurde 1424 von Kaiser Sigmund der Kühhornshof als Lehen überlassen. Siehe Kühhornshofweg.
Propst-Goebels-Weg, Seckbach
Karl Goebels (1901–1991), geboren in Hanau, evangelischer Pfarrer (u. a. an der Seckbacher Marienkirche) und Propst in Frankfurt, 1961 Träger der Ehrenplakette der Stadt Frankfurt am Main, der Römerplakette der Stadt Frankfurt am Main in Gold und der Silberschale der Stadt Frankfurt am Main.
Pützerstraße, Praunheim
Friedrich Pützer (1871–1922), Architekt und Professor an der TH Darmstadt, erbaute die erste Frankfurter Matthäuskirche.